# Carolina Ernestina di Erbach-Schönberg
Carolina Ernestina di Erbach-Schönberg (Gedern, 20 agosto 1727 – Ebersdorf, 22 aprile 1796) discendente dal nobile Casato di Erbach, fu contessa di Reuss-Ebersdorf per matrimonio.
Attraverso sua figlia Augusta, è una bisnonna della Regina Vittoria del Regno Unito e nonna di Re Leopoldo I del Belgio.

## Biografia

### Infanzia

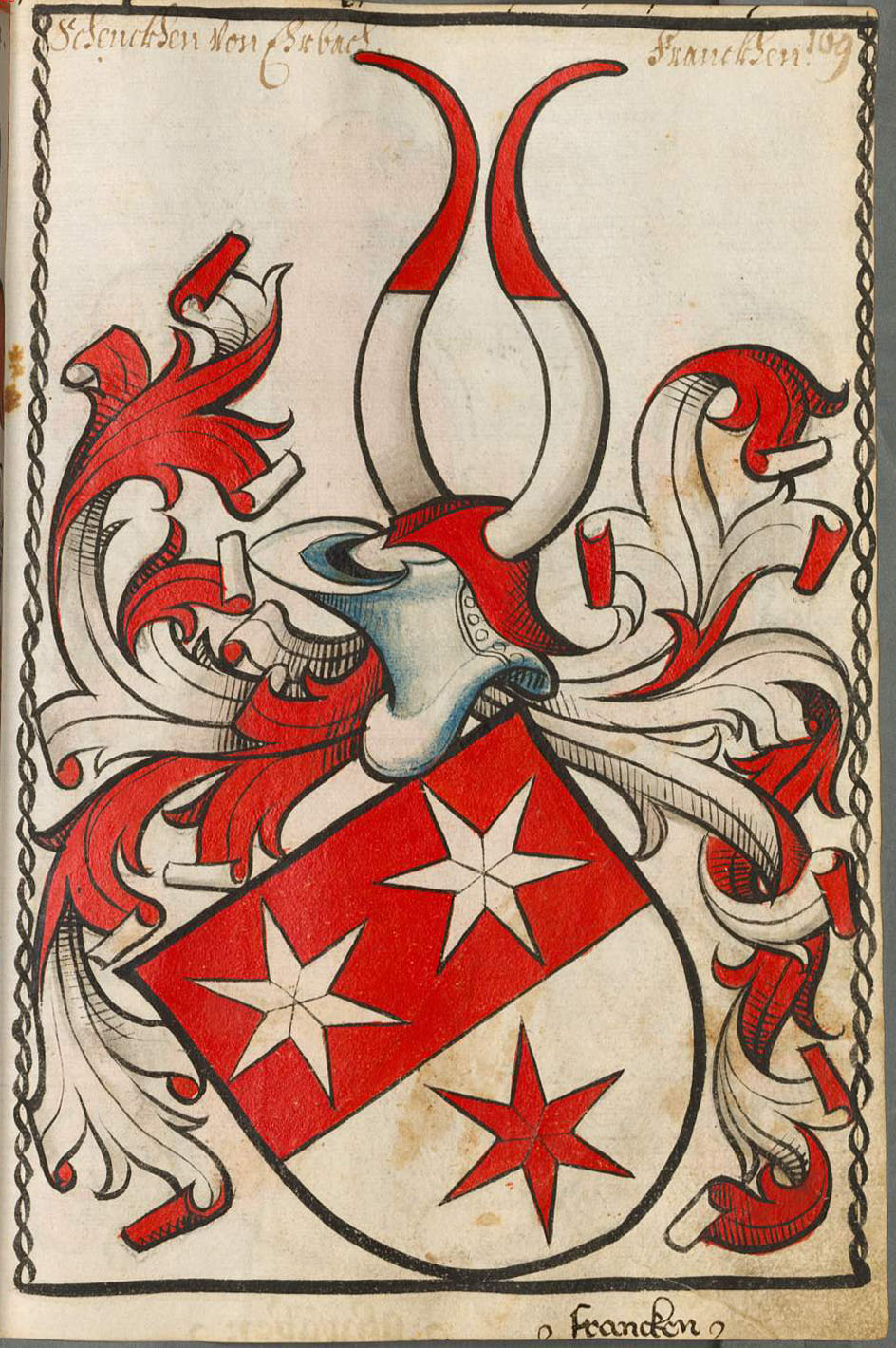
Lo stemma del Casato di Erbach

Carolina Ernestina era figlia di Giorgio Augusto, Conte di Erbach-Schönberg e della Contessa Ferdinanda Enrichetta di Stolberg-Gedern

### Matrimonio

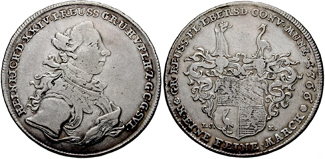
Tallero di Enrico XXIV di Reuss-Ebersdorf, 1766

Sposò Enrico XXIV, conte Reuss di Ebersdorf, il 28 giugno 1754 a Thurnau, ed ebbero sette figli, tutti nati a Ebersdorf, Reuss-Jhungere-Linie, Turingia.

### Morte

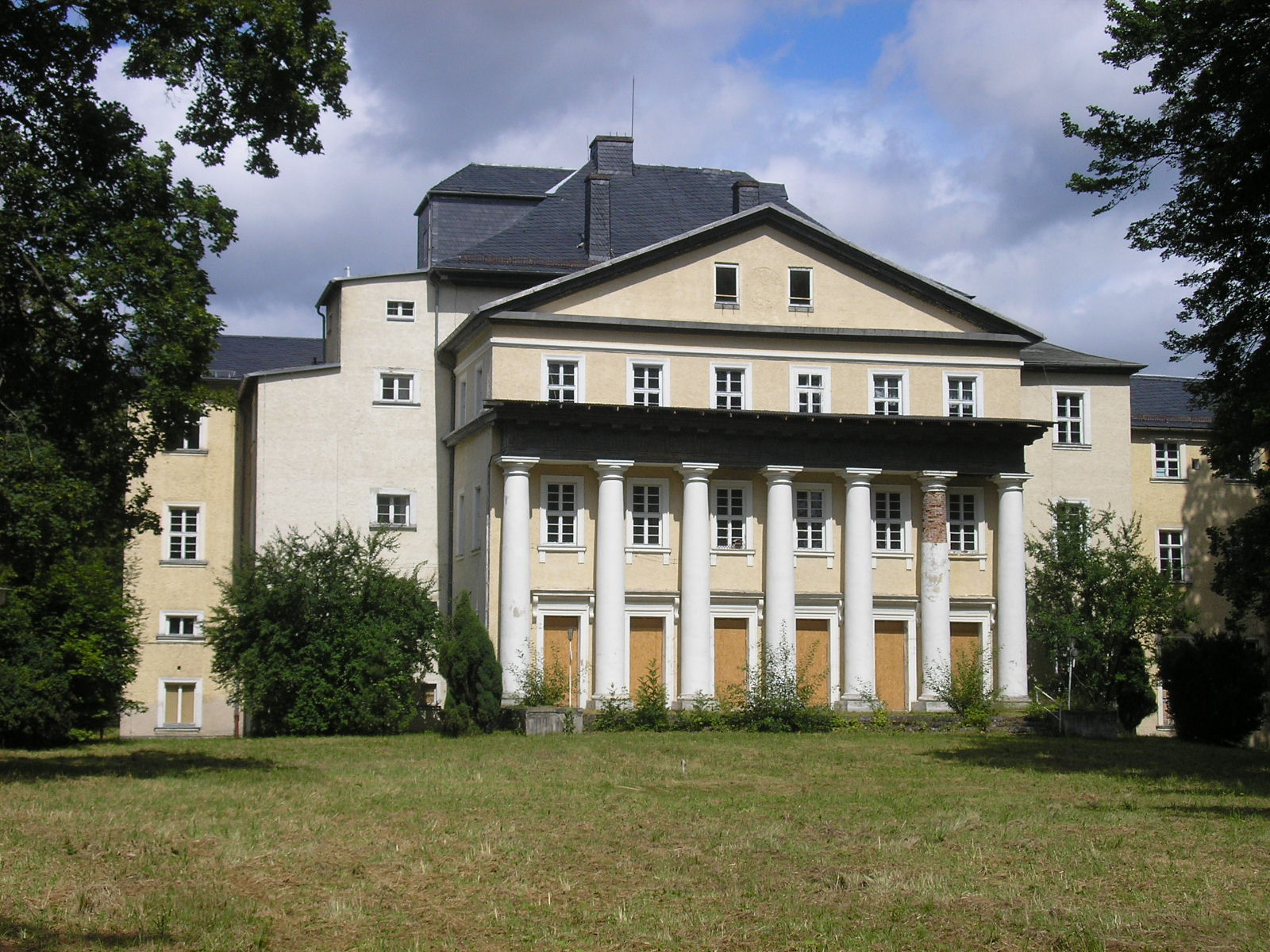
Ebersdorf

La principessa Carolina Ernestina morì il 22 aprile 1796 a Ebersdorf.

## Discendenza
Dal matrimonio tra Carolina Ernestina e Enrico XXIV, conte Reuss di Ebersdorf nacquero:
- Enrico XLVI, Conte Reuss di Ebersdorf (Ebersdorf, 14 maggio 1755 - Ebersodrf, 18 aprile 1757).
- Contessa Augusta Carolina Sofia Reuss di Ebersdorf (Ebersdorf, 9 gennaio 1757 - Coburgo, 16 novembre 1831); creata Principessa di Reuss-Ebersdorf (tedesco: Fürstin Reuß zu Ebersdorf) il 9 aprile 1806; sposò il 13 giugno 1777 il Duca Francesco di Sassonia-Coburgo-Saalfeld.
- Contessa Luisa Cristina Reuss di Ebersdorf (Ebersdorf, 2 giugno 1759 - Lobenstein, 5 dicembre 1840); creata Principessa Reuss di Ebersdorf (tedesco: Fürstin Reuß zu Ebersdorf) il 9 aprile 1806; sposò il 1º giugno 1781 il Principe Enrico XLIII di Reuss-Köstritz.
- Enrico LI, Principe di Reuss-Ebersdorf (Ebersdorf, 16 maggio 1761 - Ebersdorf, 10 luglio 1822); creato Principe Reuss di Ebersdorf (tedesco: Fürst Reuß zu Ebersdorf) il 9 aprile 1806.
- Contessa Ernestina Ferdinanda Reuss di Ebersdorf (Ebersdorf, 28 aprile 1762 - Ebersdorf, 19 maggio 1763).
- Enrico LIII, Conte Reuss di Ebersdorf (Ebersdorf, 24 maggio 1765 - Ebersdorf, 28 giugno 1770).
- Contessa Enrichetta Reuss di Ebersdorf (Ebersdorf, 9 maggio 1767 - Coburgo, 3 settembre 1801); sposò il 4 luglio 1787 Emich Karl, II Principe di Leiningen-Dagsburg-Hartenburg.

## Ascendenza
|                                               |                                                  |                                                            | Genitori                                                             |  |  | Nonni |  |  | Bisnonni                                       |  |  | Trisnonni                               |  |
|                                               |                                                  |                                                            |                                                                      |  |  |       |  |  | Giorgio Alberto I, I conte di Erbach-Schönberg |  |  | Giorgio III, I conte di Erbach-Breuberg |  |
|                                               |                                                  |                                                            |                                                                      |  |  |       |  |  | Giorgio Alberto I, I conte di Erbach-Schönberg |  |  | Giorgio III, I conte di Erbach-Breuberg |  |
|                                               |                                                  | Maria di Barby-Mühlingen                                   |                                                                      |  |  |       |  |  | Giorgio Alberto I, I conte di Erbach-Schönberg |  |  |                                         |  |
| Giorgio Alberto II, conte di Erbach-Fürstenau |                                                  |                                                            |                                                                      |  |  |       |  |  | Giorgio Alberto I, I conte di Erbach-Schönberg |  |  |                                         |  |
|                                               |                                                  | Elisabetta Dorotea di Hohenlohe-Waldenburg-Schillingsfürst | Giorgio Federico II, I conte di Hohenlohe-Waldenburg-Schillingsfürst |  |  |       |  |  |                                                |  |  |                                         |  |
|                                               |                                                  | Elisabetta Dorotea di Hohenlohe-Waldenburg-Schillingsfürst | Giorgio Federico II, I conte di Hohenlohe-Waldenburg-Schillingsfürst |  |  |       |  |  |                                                |  |  |                                         |  |
|                                               |                                                  | Elisabetta Dorotea di Hohenlohe-Waldenburg-Schillingsfürst | Dorotea Sofia di Solms-Hohensolms                                    |  |  |       |  |  |                                                |  |  |                                         |  |
| Giorgio Augusto, I conte di Erbach-Schönberg  |                                                  | Elisabetta Dorotea di Hohenlohe-Waldenburg-Schillingsfürst |                                                                      |  |  |       |  |  |                                                |  |  |                                         |  |
|                                               |                                                  | Filippo Goffredo, VI conte di Hohenlohe-Waldenburg         | Filippo Enrico, V conte di Hohenlohe-Waldenburg                      |  |  |       |  |  |                                                |  |  |                                         |  |
|                                               |                                                  | Filippo Goffredo, VI conte di Hohenlohe-Waldenburg         | Filippo Enrico, V conte di Hohenlohe-Waldenburg                      |  |  |       |  |  |                                                |  |  |                                         |  |
|                                               |                                                  | Filippo Goffredo, VI conte di Hohenlohe-Waldenburg         | Dorotea Valburga di Hohenlohe-Neuenstein                             |  |  |       |  |  |                                                |  |  |                                         |  |
| Anna Dorotea di Hohenlohe-Waldenburg          |                                                  | Filippo Goffredo, VI conte di Hohenlohe-Waldenburg         |                                                                      |  |  |       |  |  |                                                |  |  |                                         |  |
|                                               |                                                  | Anna Cristina di Limpurg-Sontheim                          | Enrico, I barone di Limpurg-Sontheim                                 |  |  |       |  |  |                                                |  |  |                                         |  |
|                                               |                                                  | Anna Cristina di Limpurg-Sontheim                          | Enrico, I barone di Limpurg-Sontheim                                 |  |  |       |  |  |                                                |  |  |                                         |  |
|                                               |                                                  | Anna Cristina di Limpurg-Sontheim                          | Elisabetta di Erbach-Breuberg                                        |  |  |       |  |  |                                                |  |  |                                         |  |
| Carolina Ernestina di Erbach-Schönberg        |                                                  | Anna Cristina di Limpurg-Sontheim                          |                                                                      |  |  |       |  |  |                                                |  |  |                                         |  |
|                                               | Enrico Ernesto, IX conte di Stolberg-Wernigerode | Cristoforo II, VIII conte di Stolberg-Wernigerode          |                                                                      |  |  |       |  |  |                                                |  |  |                                         |  |
|                                               | Enrico Ernesto, IX conte di Stolberg-Wernigerode | Cristoforo II, VIII conte di Stolberg-Wernigerode          |                                                                      |  |  |       |  |  |                                                |  |  |                                         |  |
|                                               | Enrico Ernesto, IX conte di Stolberg-Wernigerode | Edvige di Regenstein-Blankenburg                           |                                                                      |  |  |       |  |  |                                                |  |  |                                         |  |
| Luigi Cristiano, I conte di Stolberg-Gedern   | Enrico Ernesto, IX conte di Stolberg-Wernigerode |                                                            |                                                                      |  |  |       |  |  |                                                |  |  |                                         |  |
|                                               |                                                  | Anna Elisabetta di Stolberg-Ortenberg                      | Enrico Volrado, II conte di Stolberg-Wernigerode                     |  |  |       |  |  |                                                |  |  |                                         |  |
|                                               |                                                  | Anna Elisabetta di Stolberg-Ortenberg                      | Enrico Volrado, II conte di Stolberg-Wernigerode                     |  |  |       |  |  |                                                |  |  |                                         |  |
|                                               |                                                  | Anna Elisabetta di Stolberg-Ortenberg                      | Margherita di Solms-Laubach                                          |  |  |       |  |  |                                                |  |  |                                         |  |
| Ferdinanda Enrichetta di Stolberg-Gedern      |                                                  | Anna Elisabetta di Stolberg-Ortenberg                      |                                                                      |  |  |       |  |  |                                                |  |  |                                         |  |
|                                               |                                                  | Gustavo Adolfo, V duca di Meclemburgo-Güstrow              | Giovanni Alberto II, IV duca di Meclemburgo-Güstrow                  |  |  |       |  |  |                                                |  |  |                                         |  |
|                                               |                                                  | Gustavo Adolfo, V duca di Meclemburgo-Güstrow              | Giovanni Alberto II, IV duca di Meclemburgo-Güstrow                  |  |  |       |  |  |                                                |  |  |                                         |  |
|                                               |                                                  | Gustavo Adolfo, V duca di Meclemburgo-Güstrow              | Eleonora Maria di Anhalt-Bernburg                                    |  |  |       |  |  |                                                |  |  |                                         |  |
| Cristina di Meclemburgo-Güstrow               |                                                  | Gustavo Adolfo, V duca di Meclemburgo-Güstrow              |                                                                      |  |  |       |  |  |                                                |  |  |                                         |  |
|                                               |                                                  | Maddalena Sibilla di Holstein-Gottorp                      | Federico III, V duca di Holstein-Gottorp                             |  |  |       |  |  |                                                |  |  |                                         |  |
|                                               |                                                  | Maddalena Sibilla di Holstein-Gottorp                      | Federico III, V duca di Holstein-Gottorp                             |  |  |       |  |  |                                                |  |  |                                         |  |
|                                               |                                                  | Maddalena Sibilla di Holstein-Gottorp                      | Maria Elisabetta di Sassonia                                         |  |  |       |  |  |                                                |  |  |                                         |  |
|                                               |                                                  | Maddalena Sibilla di Holstein-Gottorp                      |                                                                      |  |  |       |  |  |                                                |  |  |                                         |  |